# 甘悼公
甘悼公（？—前530年），春秋时期甘国国君，姬姓，名过。鲁襄公三十年（前543年）五月癸巳，周灵王驾崩後，尹言多、刘定公毅、单献公蔑、甘悼公过、巩简公成杀死儋括支持的王子佞夫。书曰“天王杀其弟佞夫。”鲁昭公十二年（前530年）十月，甘简公无子，立他的弟弟甘过。甘过将要去掉甘成公、甘景公的族人，甘成公、甘景公的族人买通刘献公。丙申日，刘献公杀甘悼公甘过，而立甘成公之孙甘鳅为甘平公。
| 前任： 甘简公 | 甘国国君 —前530年 | 繼任： 甘平公 |